# David Pocock
David Willmer Pocock (* 23. dubna 1988, Musina) je bývalý australský ragbista, který hrál nejčastěji jako pravý rváček. V roce 2010 a 2011 byl v nominaci na nejlepšího ragbistu světa. S reprezentací Austrálie získal 2. místo na MS 2015 a 3. místo na MS 2011. Vyhrál s ní Tri Nations (2011) a Rugby Championship (2015). Na MS 2015 byl vybrán do nejlepší sestavy turnaje. Za Austrálii si v rozmezí letpřipsal 78 zápasů a 45 bodů (2008 - 2019).
Po konci ragbyové kariéry šel do politiky. V roce 2022 se stal v Austrálii senátorem.

## Klubová kariéra[3]
- 2006 – 2007 Western Force
- 2007/08 Perth Spirit
- 2008 – 2012 Western Force
- 2013 – 2016 ACT Brumbies
- 2016/17 – 2017/18 Saitama Wild Knights
- 2018 – 2019 ACT Brumbies
- 2019/20 – Saitama Wild Knights